# (2338) Bokhan
(2338) Bokhan es un asteroide perteneciente al cinturón de asteroides, descubierto el 22 de agosto de 1977 por Nikolái Stepánovich Chernyj desde el Observatorio Astrofísico de Crimea (República de Crimea).

## Designación y nombre
Designado provisionalmente como 1977 QA3. Fue nombrado Bokhan en honor a Nadezhda Antónovna Bojan, componente del equipo de Instituto de Astronomía Teórica de Leningrado.